# Finala WTA 2025
Finala WTA 2025 este un turneu de tenis feminin organizat de Asociația de Tenis pentru Femei (WTA), ca parte a Circuitului WTA 2025. Este cea de-a 54-a ediție a competiției de simplu și cea de-a 49-a ediție a competiției de dublu. Are loc la Riad, Arabia Saudită, între 1 și 8 noiembrie.
Turneul va fi disputat de cele mai bine clasate opt jucătoare de simplu și echipe de dublu din Circuitul WTA 2025. 

## Format
Opt jucătoare participă la concursul de simplu. Fiecare dintre ele va juca câte trei meciuri unul împotriva celeilalte într-una dintre cele două grupe de patru jucătoare în primele patru zile. Primele două clasate din fiecare grupă vor avansa în semifinale, care se vor juca în sistem eliminatoriu. 

## Campioni

### Simplu feminin
Pentru mai multe informații consultați WTA Finals 2025 – Simplu

### Dublu feminin
Pentru mai multe informații consultați WTA Finals 2025 – Dublu

## Jucătoare calificate

### Simplu
| # | Jucătoare       | Dată calificare |
| - | --------------- | --------------- |
| 1 | Arina Sabalenka | 9 iulie         |